# هلیوپولیس (باهیا)
هلیوپولیس (به پرتغالی: Heliópolis) یک منطقهٔ مسکونی در برزیل است که در باهیا واقع شده‌است. هلیوپولیس ۱۲٬۹۸۷ نفر جمعیت دارد.